# ديف كيرن
ديف كيرن (بالإنجليزية: Dave Kern)‏ (23 مارس 1981 في الولايات المتحدة - ) هو لاعب كرة قدم أمريكي في مركز حراسة المرمى. لعب مع Baltimore Blast ‏ وReal Maryland F.C. ‏ ونادي بان.

## وصلات خارجية
- ديف كيرن على موقع قاعدة بيانات كرة القدم.إي يو (الإنجليزية)